# بهنباي
قرية بهنباي هي إحدى القرى التابعة لمركز الزقازيق في محافظة الشرقية في جمهورية مصر العربية. حسب إحصاءات سنة 2006، بلغ إجمالي السكان في بهنباي 16584 نسمة، منهم 8642 رجل و7942 امرأة. من أعلام القرية الشيخ عطية صقر رئيس لجنة الفتوى سابقًا بالأزهر الشريف، والمفكر القبطي سلامة موسى، والمخرج أحمد صقر.

## التاريخ
قرية بهنباي من القرى القديمة، حيث وردت باسم «بَهْنِيَا الغنم» في أعمال الشرقية ضمن قرى الروك الصلاحي التي أحصاها ابن مماتي في كتاب قوانين الدواوين. كما وردت باسم «بهناية الغنم» في أعمال الشرقية ضمن قرى الروك الناصري التي أحصاها ابن الجيعان في كتاب «التحفة السنية بأسماء البلاد المصرية». وفي العصر العثماني وردت في التربيع العثماني الذي أجراه الوالي العثماني سليمان باشا الخادم في عصر السلطان العثماني سليمان القانوني ضمن قرى ولاية الشرقية، وفي تاريخ 1228هـ/1813م الذي عدّ قرى مصر بعد المسح الذي قام به محمد علي باشا باسم «بهنباي» ضمن قرى مديرية الشرقية.